# Książę Clarence

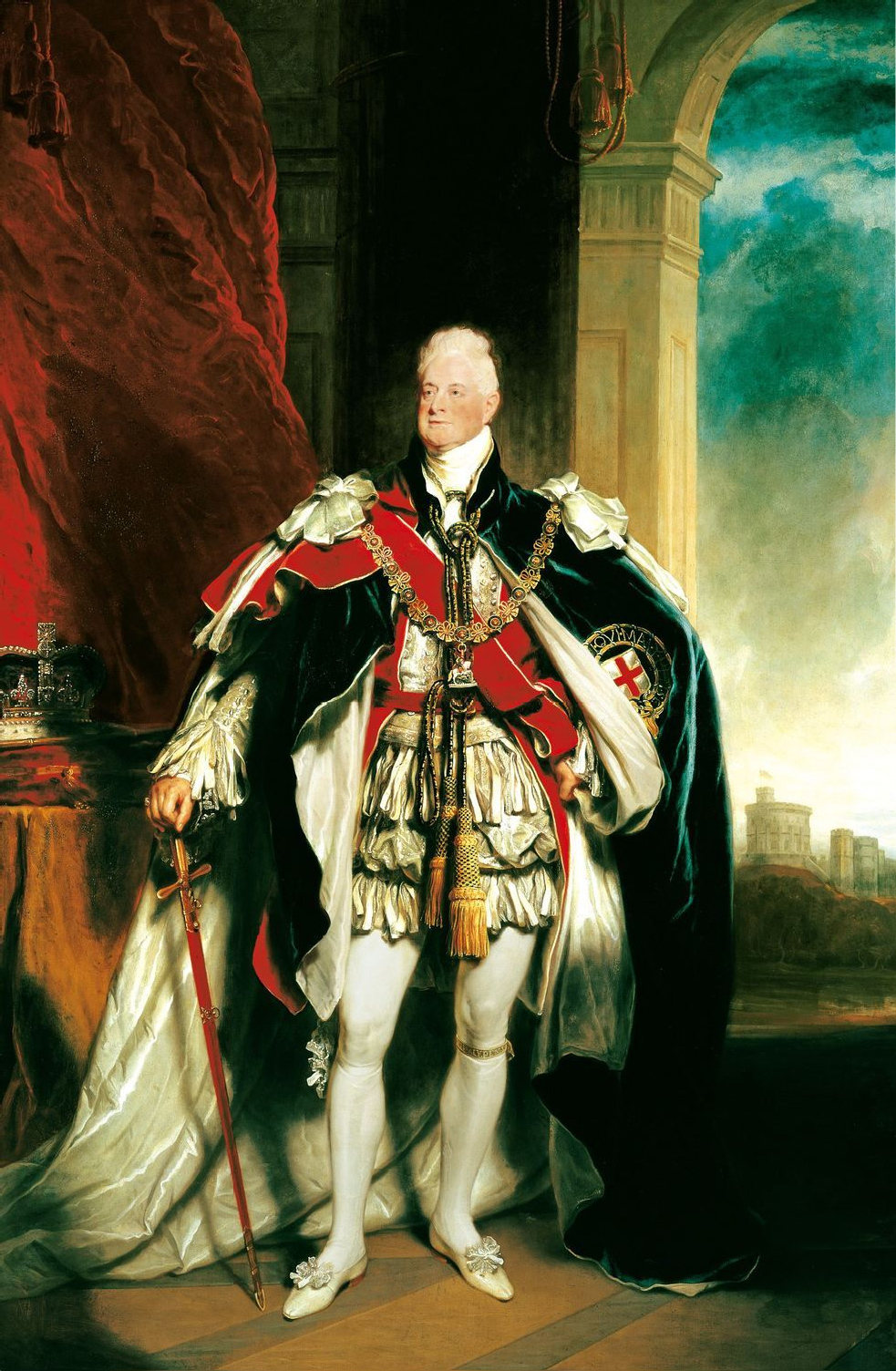
Wilhelm Henryk, książę Clarence i St Andrews

Książę Clarence – brytyjski tytuł parowski kreowany w parostwie Anglii i Wielkiej Brytanii.
Książęta Clarence 1. kreacji (parostwo Anglii)
- 1362–1368: Lionel z Antwerpii, 1. książę Clarence

Książęta Clarence 2. kreacji (parostwo Anglii)
- 1412–1421: Tomasz Lancaster, 1. książę Clarence

Książęta Clarence 3. kreacji (parostwo Anglii)
- 1461–1478: Jerzy Plantagenet, 1. książę Clarence

Książęta Clarence i St Andrews (parostwo Wielkiej Brytanii)
- 1789–1830: Wilhelm Henryk, książę Clarence i St Andrews

Książęta Clarence i Avondale (parostwo Zjednoczonego Królestwa)
- 1890–1892: Albert Wiktor, książę Clarence i Avondale